# 2016-os WTCC marokkói nagydíj
A 2016-os WTCC marokkói nagydíj volt a 2016-os túraautó-világbajnokság negyedik fordulója. 2016. május 8-án rendezték meg a Marrakech Street Circuit-on, Marokkóban.

## Külső hivatkozások
- Hivatalos nevezési lista
- Az időmérő eredménye
- A MAC 3 eredménye
- Az 1. futam hivatalos eredménye
- A 2. futam hivatalos eredménye